# Monument tegen apartheid en racisme
Monument tegen apartheid en racisme is een artistiek kunstwerk in Amsterdam-Oost.
Het beeld uit 1987 is van kunstenaar Pépé Grégoire. Het bronzen beeld beeldt door middel van een arm en been de menselijke eenheid in verscheidenheid uit. Echter een ander deel laat zien dat die eenheid doorkliefd wordt door de moedwillige ontkenning van die eenheid, zoals vermeld op de bijgeplaatst natuurstenen plaquette in de grond.
Het beeld staat aan de rand van een plein waar drie geografische straten elkaar ontmoeten:
- Krugerplein, vernoemd naar Paul Kruger, eens (in Nederland) gevierd vijfde president van Zuid-Afrikaansche Republiek, maar ter plaatse vooral gezien als kolonisator en onderdrukker, een visie die nog geen eeuw later (jaren tachtig 20e eeuw) de overhand kreeg;
- Albert Luthulistraat (vernoemd naar Albert Luthuli, geweldloos strijder tegen apartheid); een straat die in 1987 haar naam kreeg; vanwege de veranderde inzichten sneuvelde per gelijke datum de Louis Bothastraat (vernoemd naar Louis Botha, die als premier zijn gekleurde onderdanen geen stemrecht gaf maar wiens naam (ook) te veel leek op Pieter Willem Botha, die apartheid handhaafde);
- Schalk Burgerstraat (vernoemd naar Schalk Burger, waarnemer van Paul Kruger na diens vertrek naar Europa) die zich na het Verdrag van Vereeniging aansloot bij Louis Botha richting apartheid.

Burgemeester Ed van Thijn onthulde het beeld op 20 juni 1987 en daarmee tegelijkertijd symbolisch het kantoor van het Afrikaans Nationaal Congres in Amsterdam. Het daadwerkelijke kantoor opende pas 14 februari 1989 zijn deuren aan de Staalstraat. 